# Dexonline
Dexonline ist eine Webseite, die das größte Online-Wörterbuch der Rumänischen Sprache anbietet.
Das kostenlose Angebot speist sich aus mehr als 40 rumänischen Wörterbüchern, darunter den DEX '09, wodurch eine Gesamtzahl von 130.000 Begriffen, mehr als 380.000 Definitionen und 1,4 Millionen Flexionsformen bereitsteht. Die Webseite zählt zu den beliebtesten in Rumänien. Sie wird monatlich von 2 Millionen Menschen besucht, die 12,5 Millionen Suchanfragen starten.
Dexonline wurde 2001 von dem MIT-Studenten Cătălin Frâncu initiiert, und startete mit 30.000 Wörtern. Mit der Hilfe von über 250 Helfern wurde das Angebot stetig ausgebaut. Seit 2010 gibt es eine für Mobilgeräte optimierte Ansicht der Website.
Für Android-Smartphones gibt es die App DEX pentru Android, die die Datenbasis von Dexonline nutzt.